# 七崎村
七崎村（ななさきむら）は、かつて岐阜県本巣郡に存在した村である。
現在の瑞穂市の旧・巣南町北西部（七崎）に該当する。
七崎村発足時は大野郡の村であったが、大野郡の分割により本巣郡の村となっている。

## 歴史
- 江戸時代、この地域は大野郡であり、天領・旗本徳永氏・旗本西尾氏領であった。
- 1875年（明治8年）6月 - 東座倉村、一ツ木村が合併し、七崎村になる。
- 1889年（明治22年）7月1日 - 町村制により、七崎村発足。
- 1897年（明治30年）4月1日[1] - 大野郡が分割されて、揖斐郡と本巣郡の一部となる。七崎村は本巣郡の村となる。
- 1897年（明治30年）4月1日 - 唐栗村、森村、田ノ上村、宮田村、大月村、居倉村と合併し、川崎村が発足。同日七崎村廃止。
- 1929年（昭和4年） - 根尾川の河川改修工事により、旧・東座倉村の地域が新しい河道となるため、当地域の全戸が移転。